# Monomachidae
Monomachidae – rodzina błonkówek z infrarzędu owadziarek i nadrodziny Diaprioidea. Obejmuje około 30 opisanych gatunków zgrupowanych w dwóch rodzajach. Zamieszkują krainy australijską i neotropikalną (od Meksyku po Chile i Argentynę). Są parazytoidami muchówek z podrodziny Chiromyzinae.

## Morfologia
Błonkówki o smukłym ciele długości od 6 do 18 mm, ogólnym pokrojem przypominające męczelkowate lub małe gąsienicznikowate. Oskórek mają gładki. Ubarwienie nigdy nie jest czarne, a czasem bywa wielokolorowe lub jaskrawozielone.
Głowa ma oczy złożone o wewnętrznych krawędziach niezbiegających się silnie ku dołowi, wargę górną nieprzedłużoną w pośrodkowy wyrostek, endodontyczne żuwaczki o dwóch lub trzech zębach, trójczłonowe głaszczki szczękowe i pięcioczłonowe głaszczki wargowe. Czułki u samicy buduje 15, a u samca 14 członów; ich panewki leżą bardzo blisko nadustka.
Niemal szyjowate przedplecze opatrzone jest ostrą listewką poprzeczną i może nasuwać się na przednią część śródplecza. Występują formy długoskrzydłe, krótkoskrzydłe i mikropteryczne. Wszystkie odnóża mają wykształcone przedudzia. Golenie przedniej pary mają jedną ostrogę, a pozostałych par dwie ostrogi. Tylna para goleni nie jest maczugowato rozdęta. Biodra tylnej pary leżą dość daleko od otworu pozatułowia. Pozatułów jest stożkowaty i pozbawiony pośrodkowego kila.
Metasoma z silnie wyrażonym dymorfizmem płciowym. Długi i cienki stylik tworzony jest przez oddzielone szwami pierwszy tergit i pierwszy sternit metasomy. Tworzony przez resztę metasomy gaster jest u samicy silnie wydłużony, słabo zesklerotyzowany, zbudowany z luźno zestawionych segmentów, zwężający się ku zaostrzonemu szczytowi, u samca zaś jest on buławkowaty, tępo zakończony. Przysadki odwłokowe u samicy są płytkowate, a u samca palcowate. Pokładełko samicy jest zredukowane, nadzwyczaj krótkie i ukryte wewnątrz ósmego segmentu metasomy.

## Ekologia i występowanie
Błonkówki te są koinobiontycznymi parazytoidami muchówek z podrodziny Chiromyzinae w rodzinie lwinkowatych, przy czym żywiciele znani są tylko dla trzech gatunków z rodzaju Monomachus i należą oni do rodzajów Chiromyza i Boreoides. Samice Monomachus składają jaja na jajach gospodarza. Dorosłe Monomachus opuszczają ciało gospodarza znajdującego się w stadium wyrośniętej larwy lub poczwarki. Na mniejszych samcach żeruje pojedynczy osobnik, podczas gdy na większej samicy żerować może większa ich liczba.
Około czterokrotna przewaga samców w próbach badawczych wskazuje na różnice w zachowaniu między płciami. Sugeruje się, że samice trzymają się blisko powierzchni gruntu, poszukując żywicieli, podczas gdy samce latają swobodnie w poszukiwaniu samic, a być może tworzą nawet roje.
Rodzina o zasięgu transantarktycznym i przypuszczalnie gondwańskim pochodzeniu. Przedstawiciele rodzaju Chasca występują na zachodzie Ameryki Południowej i znani są dotąd z Chile i Peru. Monomachus ma szerszy zasięg. Trzy gatunki znane są z Australii, dwa z Nowej Gwinei, a ponad 20 pozostałych zamieszkuje neotropikalną Amerykę od południowego Meksyku na północy przez Amerykę Centralną po Argentynę i Chile na południu. Największą różnorodność przedstawiciele rodzaju osiągają w brazylijskiej formacji Mata Atlântica.
Ogólnie zasięg Monomachidae zbliżony jest do zasięgu Chiromyzinae. Ponadto Monomachidae, podobnie jak Chiromyzinae spotykane są głównie w porze suchej i liczniej na większych wysokościach. Wskazuje to na ścisłe powiązanie troficzne tych dwóch grup.

## Taksonomia
Takson ten wprowadzony został w 1902 roku przez Williama Harrisa Ashmeada jako podrodzina Monomachinae. W randze osobnej rodziny jako pierwszy sklasyfikował je w 1911 roku Wilhelm Albert Schulz. Po rewizji Normana F. Johnsona i Luciany Musetti do rodziny tej zalicza się niespełna 30 opisanych gatunków zgrupowanych w dwóch rodzajach:
- Chasca(inne języki) Johnson et Musetti, 2012
- Monomachus(inne języki) Klug, 1841

Wcześniej wyróżniano opisany na podstawie pojedynczej samicy rodzaj Tetraconus, jednak we wspomnianej rewizji zsynonimizowano go z rodzajem nominatywnym.
Tradycyjnie Monomachidae umieszczano w szeroko rozumianej nadrodzinie tybelaków (Proctotrupoidea). W 2007 roku Michael J. Sharkey zawęził definicję tybelaków, wydzielając Maamingidae, Diapriidae i Monomachidae do osobnej nadrodziny Diaprioidea. W 2011 roku w obrębie tej nadrodziny wyróżniono jeszcze Ismaridae. Monofiletyzm tak definiowanych Diaprioidea znalazł dobre wsparcie w wynikach molekularnych analiz filogenetycznych. 